# Айови, Вальтер
Ва́льтер Орла́ндо Айови́ Каро́со (исп. Walter Orlando Ayoví Corozo; родился 11 августа 1979 года в Камаронесе, Эквадор) — эквадорский футболист, полузащитник. Выступал за сборную Эквадора. Участник чемпионатов мира 2002 года и 2014 годов.

## Клубная карьера

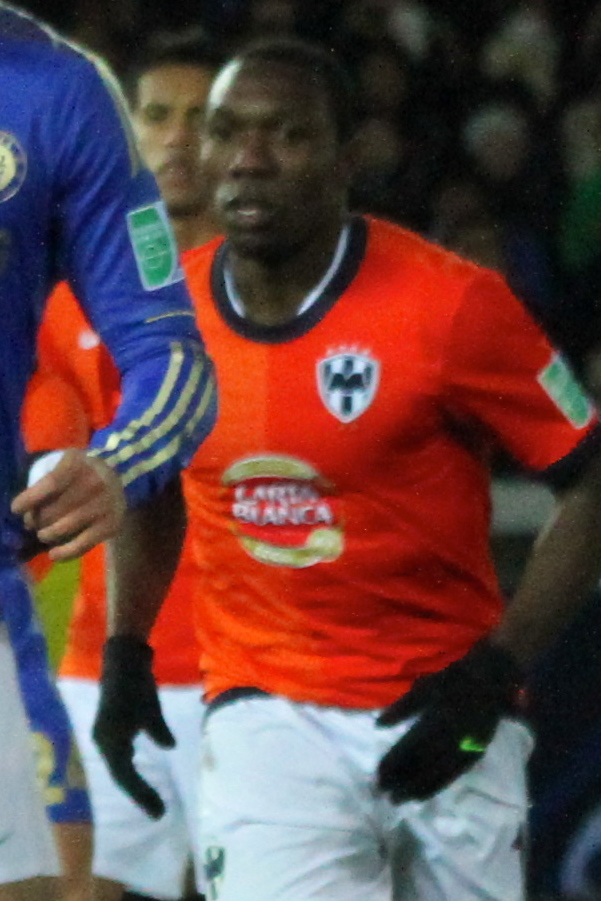
Айови в составе «Монтеррея»

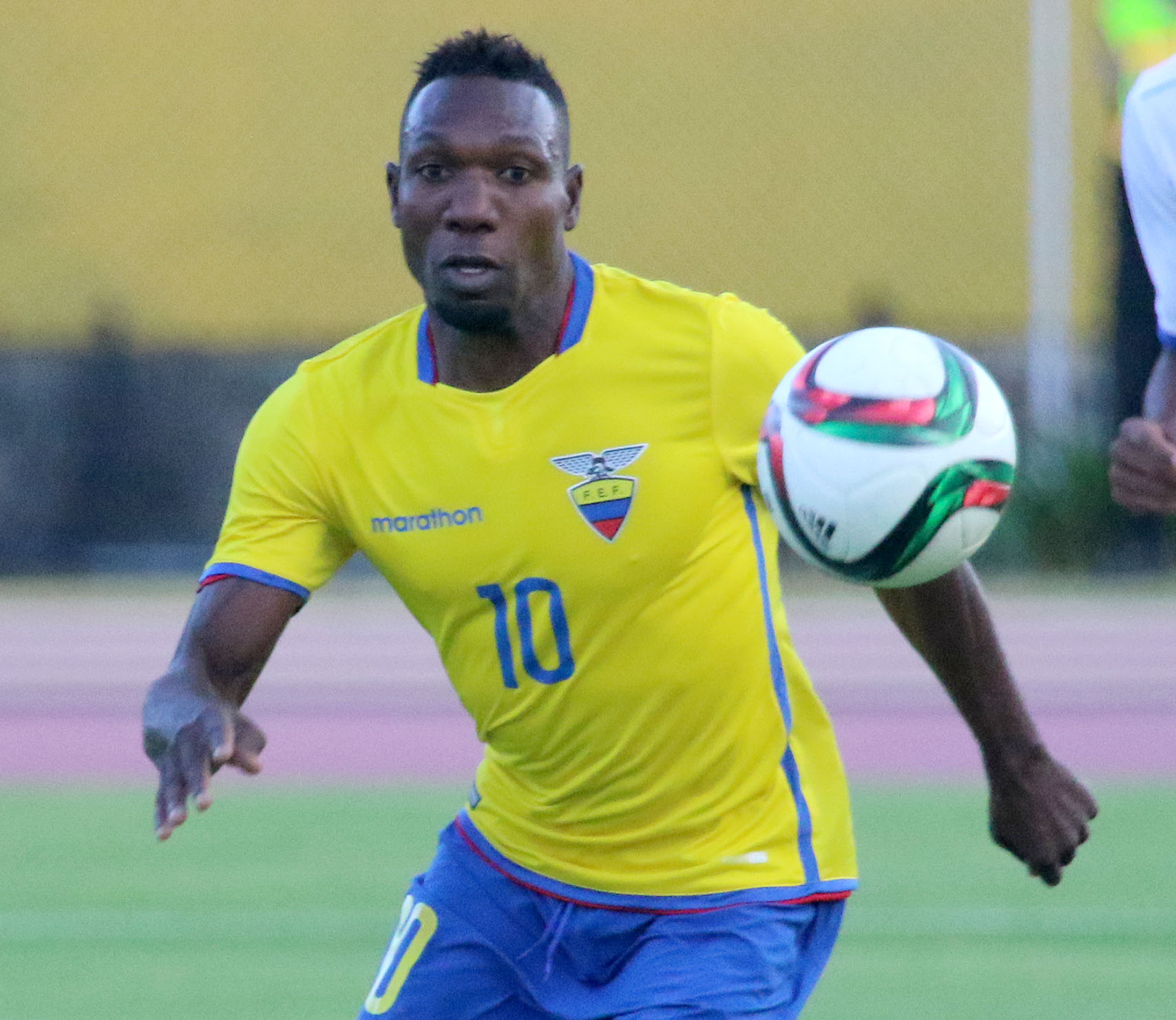
Айови в составе сборной Эквадора

Айови выпускник футбольной академии клуба «Эмелек». В 2000 году он дебютировал за клуб в эквадорской Серии А и сразу стал одним из ключевых футболистов команды. В составе команды он дважды выиграл чемпионат Эквадора в 2001 и 2002 годах. Своей игрой Вальтер привлек внимание европейских клубов, в частности полузащитником интересовались немецкие «Арминия» и «Майнц 05».
В 2003 году Вальтер перешёл в местную «Барселону», но особых успехов с новой командой не добился. Он был близок к переходу в «Арминию», но переход не состоялся и Айови отправился в аренду в «Аль-Васл». В 2005 году Вальтер перешёл в «Эль Насьональ», с которым в том же году в третий раз выиграл чемпионат Эквадора.
В конце 2008 года Айови перешёл в мексиканский «Монтеррей». 25 января 2009 в матче против «Индиос» он дебютировал в мексиканской Примере. 17 февраля в поединке против «Эстудиантес Текос» Вальтер забил свой первый гол. С «Монтерреем» он дважды выиграл чемпионат, а также три раза подряд Лигу чемпионов КОНКАКАФ. В 2011 году Айови продлил контракт с клубом. В 2012 году он принял участие в клубном чемпионате мира, где помог команде завоевать бронзовые медали.
Летом 2013 года Вальтер перешёл в «Пачуку». 21 июля в матче против «Толуки» он дебютировал за новую команду. 4 августа в поединке против «Леона» Айови забил свой первый гол за «Пачуку». Летом 2015 года Вальтер перешёл в «Дорадос де Синалоа». 9 августа в матче против «Керетаро» он дебютировал за «дорад». 30 сентября в поединке против «Сантос Лагуна» Айови забил свой первый гол за «Дорадос». В начале 2016 года он вернулся в «Монтеррей».
Летом 2017 года Айови вернулся на родину, подписав контракт с «Гуаякиль Сити».

## Международная карьера
7 июля 2001 года в товарищеском матче против сборной США Айови дебютировал за сборную Эквадора. В том же году Вальтер принял участие в Кубке Америки. В 2002 году он попал в заявку национальной команды на участие в чемпионате мира. На турнир он был взят в качестве футболиста резерва и не принял участия ни в одной встрече. Айови также регулярно вызывался в сборную на матчи отборочного этапа чемпионата мира 2006, но в финальную заявку команды не попал.
6 июня 2007 года в поединке против Колумбии в рамках подготовки к Кубку Америки Вальтер забил свой дебютный гол. На самом турнире он принял участие в матчах против сборных Мексики и Бразилии.
Вальтер был одной из ключевых фигур в отборочных встречах чемпионата мира 2010.
В 2011 году он принял участие в Кубке Америки. На турнире Айови сыграл в матчах против Бразилии, Парагвая и Венесуэлы.
В 2014 году Вальтер попал в заявку сборной на участие в чемпионате мира в Бразилии. На турнире он сыграл в матчах против сборных Швейцарии, Гондураса и Франции.
Летом 2015 года Айови принял участие в Кубке Америки в Чили. На турнире он сыграл в матчах против сборных Чили, Боливии и Мексики.
В 2016 году Вальтер в пятый раз принял участие в Кубке Америки в США. На турнире он сыграл в матчах против команд Бразилии, Перу, Гаити и США.

### Голы за сборную Эквадора
| #   | Дата           | Место                                      | Противник | Счёт | Результат | Соревнование                           |
| --- | -------------- | ------------------------------------------ | --------- | ---- | --------- | -------------------------------------- |
| 01. | 6 июня 2007    | Ла-Кондомина, Картахена, Испания           | Колумбия  | 0:1  | 3:1       | Товарищеский матч                      |
| 02. | 21 ноября 2007 | Эстадио Олимпико Атахуальпа, Кито, Эквадор | Перу      | 1:0  | 5:1       | Чемпионата мира 2010 отборочный турнир |
| 03. | 21 ноября 2007 | Эстадио Олимпико Атахуальпа, Кито, Эквадор | Перу      | 4:0  | 5:1       | Чемпионата мира 2010 отборочный турнир |
| 04. | 10 июня 2009   | Эстадио Олимпико Атахуальпа, Кито, Эквадор | Аргентина | 1:0  | 2:0       | Чемпионата мира 2010 отборочный турнир |
| 05. | 17 ноября 2010 | Эстадио Олимпико Атахуальпа, Кито, Эквадор | Венесуэла | 3:0  | 4:1       | Товарищеский матч                      |
| 06. | 17 ноября 2010 | Эстадио Олимпико Атахуальпа, Кито, Эквадор | Венесуэла | 4:0  | 4:1       | Товарищеский матч                      |
| 07. | 29 мая 2013    | FAU Football, Флорида, США                 | Германия  | 2:4  | 2:4       | Товарищеский матч                      |

## Достижения
Командные
 «Эмелек»
- Чемпионат Эквадора по футболу — 2001, 2002

 «Эль Насьональ»
- Чемпионат Эквадора по футболу — Клаусура 2005

 «Монтеррей»
- Чемпионат Мексики по футболу — Апертура 2009, 2010
- Обладатель Кубка чемпионов КОНКАКАФ — 2010/2011, 2011/2012, 2012/2013
- Клубный чемпионат мира по футболу — 2012